# Lliga Comunitat 2024-25
La temporada 2024-25 de la Lliga Comunitat de fútbol corresponde a la segunda edición de este campeonato que ocupa el sexto nivel en el sistema de ligas de fútbol de España en la Comunidad Valenciana. Comenzó el 8 de septiembre de 2024 y finalizó el 10 de mayo de 2025. Posteriormente, a partir del 17 de mayo se disputó la promoción de ascenso al grupo VI de Tercera Federación.

## Sistema de competición
La liga consta de 32 clubes distribuidos por proximidad geográfica en dos grupos de 16 equipos, en el grupo norte se incluyen los equipos de la Provincia de Castellón y los de la mitad norte de la Provincia de Valencia, mientras que en el grupo sur se incluyen los equipos del sur de la Provincia de Valencia y los de la Provincia de Alicante. El campeón de cada grupo asciende directamente al grupo VI de Tercera Federación, mientras que el segundo y tercer clasificado de cada grupo disputa la fase de ascenso, cuyo ganador asciende igualmente de categoría.
Los tres últimos clasificados de cada grupo descienden directamente a Lliga Primera FFCV.

## Clasificaciones
Definidos los dos grupos.

### Grupo Norte
| Pos. | Equipo                  | Pts. | PJ | G  | E  | P  | GF | GC | Dif. |                                           |
| ---- | ----------------------- | ---- | -- | -- | -- | -- | -- | -- | ---- | ----------------------------------------- |
| 1    | C. D. Buñol             | 55   | 30 | 15 | 10 | 5  | 38 | 19 | +19  | Ascenso a Tercera Federación              |
| 2    | C. D. Onda              | 54   | 30 | 14 | 12 | 4  | 58 | 30 | +28  | Promoción de ascenso a Tercera Federación |
| 3    | Recambios Colón C. D.   | 51   | 30 | 13 | 12 | 5  | 34 | 20 | +14  | Promoción de ascenso a Tercera Federación |
| 4    | C. D. Acero             | 50   | 30 | 14 | 8  | 8  | 48 | 32 | +16  |                                           |
| 5    | C. D. Burriana          | 48   | 30 | 13 | 9  | 8  | 34 | 26 | +8   |                                           |
| 6    | C. D. L' Alcora         | 46   | 30 | 12 | 10 | 8  | 44 | 34 | +10  |                                           |
| 7    | Ribarroja C. F.         | 46   | 30 | 12 | 10 | 8  | 31 | 22 | +9   |                                           |
| 8    | S. C. Requena           | 40   | 30 | 10 | 10 | 10 | 37 | 46 | −9   |                                           |
| 9    | Alqueríes C. F.         | 36   | 30 | 10 | 6  | 14 | 26 | 38 | −12  |                                           |
| 10   | C. D. Almazora          | 35   | 30 | 9  | 8  | 13 | 37 | 44 | −7   |                                           |
| 11   | C. F. Nou Jove Castelló | 34   | 30 | 7  | 13 | 10 | 29 | 40 | −11  |                                           |
| 12   | Silla C. F.             | 34   | 30 | 8  | 10 | 12 | 30 | 45 | −15  |                                           |
| 13   | Manises C. F.           | 33   | 30 | 8  | 9  | 13 | 35 | 42 | −7   |                                           |
| 14   | Odisea F. C.            | 32   | 30 | 8  | 8  | 14 | 36 | 48 | −12  | Descenso a Lliga Primera FFCV             |
| 15   | U. D. Quart de Poblet   | 30   | 30 | 6  | 12 | 12 | 34 | 34 | 0    | Descenso a Lliga Primera FFCV             |
| 16   | S. D. Sueca             | 17   | 30 | 3  | 8  | 19 | 21 | 52 | −31  | Descenso a Lliga Primera FFCV             |

Actualizado a los partidos jugados el 10 de mayo de 2025.
 Fuente: Lapreferente

### Grupo Sur
| Pos. | Equipo                               | Pts. | PJ | G  | E | P  | GF | GC | Dif. |                                           |
| ---- | ------------------------------------ | ---- | -- | -- | - | -- | -- | -- | ---- | ----------------------------------------- |
| 1    | Hércules C. F. "B"                   | 57   | 30 | 17 | 6 | 7  | 44 | 23 | +21  | Ascenso a Tercera Federación              |
| 2    | C. F. I. Alicante                    | 55   | 30 | 17 | 4 | 9  | 57 | 37 | +20  | Promoción de ascenso a Tercera Federación |
| 3    | Benigànim C. F.                      | 54   | 30 | 16 | 6 | 8  | 46 | 32 | +14  | Promoción de ascenso a Tercera Federación |
| 4    | C. F. U. E. Tavernes de la Valldigna | 54   | 30 | 16 | 6 | 8  | 44 | 28 | +16  |                                           |
| 5    | Novelda U. D. C. F.                  | 53   | 30 | 15 | 8 | 7  | 44 | 33 | +11  |                                           |
| 6    | C. D. Olímpic                        | 53   | 30 | 16 | 5 | 9  | 50 | 33 | +17  |                                           |
| 7    | C. D. Tháder                         | 47   | 30 | 13 | 8 | 9  | 46 | 35 | +11  |                                           |
| 8    | S. C. Torrevieja C. F.               | 46   | 30 | 13 | 7 | 10 | 46 | 33 | +13  |                                           |
| 9    | U. D. Carcaixent                     | 40   | 30 | 12 | 4 | 14 | 41 | 51 | −10  |                                           |
| 10   | C. D. Eldense "B"                    | 36   | 30 | 10 | 6 | 14 | 36 | 39 | −3   |                                           |
| 11   | L'Olleria C. F.                      | 35   | 30 | 9  | 8 | 13 | 36 | 47 | −11  |                                           |
| 12   | F. B. Redován C. F.                  | 34   | 30 | 10 | 4 | 16 | 33 | 45 | −12  |                                           |
| 13   | C. F. U. D. Calpe                    | 31   | 30 | 8  | 7 | 15 | 26 | 38 | −12  |                                           |
| 14   | Paterna C. F.                        | 27   | 30 | 8  | 3 | 19 | 28 | 45 | −17  | Descenso a Lliga Primera FFCV             |
| 15   | C. D. Dénia                          | 27   | 30 | 7  | 6 | 17 | 31 | 47 | −16  | Descenso a Lliga Primera FFCV             |
| 16   | C. F. Gandía                         | 23   | 30 | 5  | 8 | 17 | 28 | 70 | −42  | Descenso a Lliga Primera FFCV             |

Actualizado a los partidos jugados el 10 de mayo de 2025.
 Fuente: Lapreferente

## Promoción de ascenso a Tercera Federación

### Eliminatoria de Semifinales
| Ida; 17 de mayo de 2025, 17:45 | Recambios Colón C. D. | 2:1 (1:1) | C. F. I. Alicante | Campo Municipal El Perdiguer, Aldaya |                          |
|                                | Guirado 2' · Mir 88'  | Reporte   | 26' Chacopino     | Árbitro(s): Gómez Clares             | Árbitro(s): Gómez Clares |

| Vuelta; 25 de mayo de 2025, 17:30 | C. F. I. Alicante | 0:1 (0:0) (Global 1:3) | Recambios Colón C. D. | Antonio Solana, Alicante  |                           |
|                                   |                   | Reporte                | 75' Pablo Sánchez     | Árbitro(s): García Adsuar | Árbitro(s): García Adsuar |

| Pasa a la final Recambios Colón C. D. |

| Ida; 18 de mayo de 2025, 18:00 | Benigànim C. F. | 1:1 (1:1) | C. D. Onda | Municipal de Benigànim, Benigánim |                          |
|                                | Balbastre 42'   | Reporte   | 34' Josué  | Árbitro(s): Pérez Bernad          | Árbitro(s): Pérez Bernad |

| Vuelta; 24 de mayo de 2025, 19:00 | C. D. Onda                                 | 3:3 (2:2, 2:2) (t. s.) | Benigànim C. F.                            | Enrique Saura Gil, Onda     |                             |
|                                   | Balbastre 23' · Jousé 39' · Balbastre 111' | Reporte                | 11' Albelda · 27' González · 118' Consuelo | Árbitro(s): González Zamora | Árbitro(s): González Zamora |

| Pasa a la final C. D. Onda |

### Eliminatoria FINAL
| Ida; 1 de junio de 2025 | Recambios Colón C. D.                                           | 3:0 (1:0) | C. D. Onda | Campo Municipal El Perdiguer, Aldaya |                          |
|                         | Carles Albert 21' · Carlos Martínez 37' · Guillem Baixaulli 90' | Reporte   |            | Árbitro(s): Valero Lucía             | Árbitro(s): Valero Lucía |

| Vuelta; 7 de junio de 2025, 19:00 | C. D. Onda | 1:0 (0:0) (Global 1:3) | Recambios Colón C. D. | Enrique Saura Gil, Onda |  |
|                                   | Josué 52'  | Reporte                |                       |                         |  |

| Asciende Recambios Colón C. D. |

| Asciende a Tercera Federación |